# Get Damaged
Get Damaged è un EP del gruppo musicale statunitense Be Your Own Pet, pubblicato il 3 giugno 2008 dalla XL Recordings esclusivamente negli Stati Uniti.
Contiene i tre brani rimossi dalla Universal dalla versione statunitense del secondo album in studio della band, Get Awkward, poiché ritenuti "troppo violenti".

## Tracce
1. Black Hole – 2:25
2. Becky – 3:00
3. Blow Yr Mind – 0:44

## Formazione
- Jemina Pearl – voce
- Nathan Vasquez – basso, cori
- Jonas Stein – chitarra, cori
- John Eatherly – batteria, percussioni